# Kia Cerato
De Kia Cerato was een automodel van het Koreaanse Kia. Het viel in de compacte middenklasse, met onder andere de Volkswagen Golf, Opel Astra en Peugeot 307.

## Modelgeschiedenis
De sedanvariant van de Cerato verscheen eind 2003 in Zuid-Korea. De vijfdeurhatchback verscheen kort daarop. Elders kwam het model in 2004 op de markt. In Noord- en Zuid-Amerika werd het model geleverd onder de namen Spectra en Sephia.
In 2006 presenteerde Kia de Cee'd-conceptauto. Dit model kwam eind 2006 op de Europese markt, waar het de Cerato-hatchback verving. De sedan onderging een kleine facelift en werd nog een tijdje geleverd.

## Motoren
- 1.6 L 16V 4-in-lijn met meerpuntsinjectie van 90 kW / 122 pk
- 2.0 L 16V CVVT 4-in-lijn met meerpuntsinjectie van 105 kW / 143 pk / 186 Nm
- 1.6 L CRDi VGT 4-in-lijn met common-rail van 85 kW / 115 pk / 235 Nm

Huidige modellen Europa:
Ceed ·
EV3 ·
EV6 ·
EV9 ·
Niro ·
Niro EV ·
Picanto ·
Sorento ·
Sportage ·
Stonic
Overige modellen internationaal:
Bongo ·
Borrego ·
Cadenza ·
Carnival ·
Forte ·
K2 ·
Optima ·
Quoris ·
Ray ·
Soul
Uit productie:
Avella ·
Besta ·
Pregio ·
Carens ·
Cerato ·
Clarus ·
Joice ·
Magentis ·
Opirus ·
Pride ·
Retona ·
Rio ·
Roadster ·
Mentor ·
Sephia ·
Shuma ·
Stinger ·
Venga